# Propithèque de Coquerel
Propithecus coquereli
Espèce
Statut de conservation UICN

 CR A2cd+3cd+4cd : 
En danger critique
Statut CITES
Le Propithèque de Coquerel (Propithecus coquereli), ou Sifaka de Coquerel, est un lémurien de la famille des Indriidés.

## Répartition et habitat

Répartition de l'espèce à Madagascar.

Le Propithèque de Coquerel vit dans les forêts décidues sèches de Madagascar.